# Babylon 5 (station spatiale)
Babylon 5 est une station spatiale fictive au cœur de l'action de la série du même nom. Il s'agit d'une station de l'Alliance terrienne située dans le système solaire d'Epsilon Eridani, en territoire neutre. 

## Mission
Sa fonction principale est d'être un siège diplomatique pour les différents gouvernements galactiques (Alliance Terrienne, Fédération Minbarie, République Centaurie, Régime Narn, Empire Vorlon et Ligue des Mondes Non-Alignés). Les représentants de ces gouvernements se réunissent au sein du Conseil Consultatif de Babylon 5, qui permet à ses membres d'adopter (ou pas) une position commune sur les sujets qui lui sont soumis. Babylon 5 (aussi appelée B5) sert également de port commercial (avec plus de 1500 dockers), se situant au carrefour de diverses puissances majeures. En outre, étant gérées par les Forces Terriennes, Babylon 5 a aussi des fonctions de base militaire, particulièrement durant la Guerre Centauri-Narn.

## Caractéristiques
Cette station, la cinquième station de type Babylon créée en vue de cette fonction, est un cylindre O'Neill long de plus de 8 km et pesant 2 500 000 tonnes. Comme le précise le générique introductif, elle abrite près de 250 000 habitants, humains ou extraterrestres.
La station faisant office d'avant-poste militaire de l'Alliance Terrienne, elle dispose également d'un contingent militaire non négligeable, principalement des escadrons de chasseurs et des troupes de sécurité (environ 6500 militaires). De plus, elle est équipée d'un puissant réseau de défense qui fut mis à jour au cours de la Guerre entre les Narn et les Centauris. Elle dispose en outre d'un tribunal.
Elle est divisée en plusieurs secteurs de couleurs, chacune ayant une fonction spécifique :
- Bleu : Dôme de commande, docks, hangars à chasseurs et quartiers de l'équipage ;
- Rouge : zone commerciale, labos médicaux, tribunal et poste de sécurité ;
- Vert : quartiers diplomatiques réservés aux représentants des gouvernements galactiques ;
- Brun : support vitaux et retraitement des déchets ;
- Gris : quartiers de maintenance ;
- Jaune : environnements en gravité zéro.

## Histoire
Babylon 5 fut construite à la suite de la guerre entre l'Alliance Terrienne et la Fédération Minbarie, causée par une incompréhension lors du premier contact entre une flotte humaine et une flotte minbarie. En effet, la tradition guerrière minbarie veut que les vaisseaux de guerre engagent leur arme (sans les activer) en signe de respect envers l'autre ; or, pour les humains de l'Alliance Terrienne, il s'agit d'un signe d'agression imminente. Le commandant de la flotte humaine paniqua et ordonna le tir, causant de lourds dégâts aux vaisseaux Minbaris et tuant sans le savoir le chef du Conseil Gris, la plus haute autorité chez les Minbaris. En représailles, les Minbaris écrasèrent l'Alliance Terrienne et faillirent exterminer l'humanité avant de brutalement se rendre sans la moindre explication.
Ayant échappé de peu au génocide, l'humanité se décida à construire une base diplomatique afin que jamais plus un tel massacre ne survienne à nouveau. La République Centaurie participa à l'effort, tout comme la Fédération Minbarie, qui finança en partie la station à la condition de pouvoir choisir son premier commandant. Leur choix se porta sur le Commandant Jeffrey Sinclair, héros de la Bataille de la Ligne, dernière bataille de la guerre entre humains et Minbaris.
Après sa mise en service en 2257, soit presque dix ans après la guerre Terre-Minbari, la station connut des débuts mouvementés entre artéfacts aliens dangereux, attaques de pirates et télépathe renégat en fuite, sans compter le piège tendu au chef de la sécurité de la station pour le faire passer pour un terroriste tentant d'assassiner le Président. En outre, la nomination de Sinclair à la tête de Babylon 5 provoqua des réactions loin d'être amicales. Pour commencer, deux agents terriens le capturèrent et tentèrent d'extraire de sa tête la journée qu'il a passé inconscient au cours de la Bataille de la Ligne (en réalité sa capture par les Minbaris qui eut pour conséquence de mettre fin à la guerre). Ensuite, un candidat rival pour le commandement de Babylon 5 tenta de faire arrêter Sinclair, mais ce dernier fut en mesure de garder son poste, ayant pu prouver que ledit rival n'était motivé que par la vengeance. Mais ces évènements ne furent rien en comparaison du nouvel an, qui vit la destruction totale du vaisseau présidentiel et la mort du Président Santiago.
Après le décès du Président Santiago, le Commandant Sinclair fut envoyé comme ambassadeur sur Minbar et le Capitaine John Sheridan fut promu à la tête de Babylon 5, nomination qui provoqua elle aussi des remous. De fait, contrairement à Jeffrey Sinclair qui était apprécié des Minbaris, le Capitaine Sheridan était méprisé par ce peuple pour avoir anéanti le vaisseau Minbari Drala'fi (Black Star en humain) par des méthodes perçues comme peu honorables, ce qui lui valut le surnom de « Tueur d'Étoile ». Pour cette raison, l'équipage du vaisseau minbari renégat Tragati tenta en vain de se faire pulvériser par une Babylon 5 sous le commandement du Tueur d'Étoile dans le but de relancer une guerre entre Minbaris et Humains.
Mais très vite, la station eut de plus gros problèmes avec le début de la guerre entre les Centauris et les Narns et l'implication secrète d'une antique race ennemie des Vorlons déterminée à répandre le Chaos, les Ombres. Grâce à ces derniers, les Centauris eurent très vite l'avantage sur les Narns, qu'ils n'hésitèrent pas à massacrer au mépris des droits humains, tout en commençant à déstabiliser de nombreux autres secteurs. Ce conflit eut notamment pour conséquence de provoquer de graves agitations dans la station, nécessitant l'instauration de la loi martiale. En outre, l'administration du Président Clark instaura un nouveau ministère, le Ministère de la Paix ("Mini-Pax"), ainsi qu'une milice, la Garde de Nuit, pour traquer les opposants au pouvoir en place avec une propagande et des méthodes de plus en plus liberticides. Tout espoir de voir les Centauris ramené à la raison fut anéanti quand le Régime Clark signa un traité de non-agression avec la République Centaurie.
À partir de là, la station se concentra sur la lutte contre les Ombres et prit de plus en plus ses distances avec la Terre. Ce ne fut pas du goût de cette dernière, qui envoya d'abord un officier politique, avant d'ordonner à la Garde de Nuit de s'emparer de la station. Après cette tentative, et ayant appris que d'autre colonies (et une partie des Forces Terriennes) résistaient à Clark avec pour toute réponse les bombardements des civils, Sheridan et Babylon 5 déclarèrent leur indépendance, ce qui leur valu une attaque en règle des forces du Régime Clark. Toutefois, elle obtint l'appui des troupes opposées au Régime Clark, puis la protection des Minbaris. 
Dès lors, Babylon 5 mena la guerre contre les Ombres. Pour ce faire, elle réunit les différentes races (Minbaris, Narn, Ligue des Mondes Non-Alignés) et utilisa une nouvelle classe de vaisseau, l'Étoile Céleste, combinant technologie Vorlon et Minbarie. Ce conflit s'aggrava quand les Ombres décidèrent d'anéantir les mondes qui résistaient, avant d'être imités par les Vorlons qui exterminèrent les peuples qui n'osèrent pas résister aux Ombres. Ce ne fut qu'en unissant toute la galaxie, et avec l'aides de certaines races aussi anciennes et puissantes que les Ombres et Vorlons, que les espèces de la Voie Lactée purent mettre un terme définitif à ce conflit et chasser les Ombres et Vorlons de la galaxie.
Une fois ce conflit achevé, il restait à mettre un terme à la guerre civile qui déchirait l'Alliance Terrienne, ainsi qu'à celle qui commençait à prendre de l'ampleur chez les Minbaris. Les Minbaris purent trouver un nouvel équilibre de manière relativement pacifique, mais pas la Terre. Ce fut au cours d'une difficile campagne menée par le Capitaine Sheridan que la Résistance terrienne au Régime Clark put remporter une douloureuse victoire après le suicide du Président Clark. Toutefois, ce conflit intérieur laissa des marques profondes sur la société terrienne. Pour tenter de ramener la paix dans la galaxie de manière durable, Sheridan et les représentants diplomatiques de Babylon 5 présentèrent un projet de confédération galactique : l'Alliance Interstellaire, dont le premier siège fut Babylon 5 et John Sheridan (qui dut démissionner de son poste après la guerre civile) le premier Président.
Cependant, cette nouvelle alliance eut plusieurs crises majeures à affronter. En premier lieu, l'arrivée d'une colonie de télépathe mené par un leader charismatique du nom de Byron Gordon finit par dégénérer quand ceux-ci découvrirent que la télépathie des différences races provient d'expérience des Vorlons. La répression du Corps Psi qui suivit lança les Guerres Télépathiques, qui aboutirent à la dissolution du Corps Psi. Ensuite, des vaisseaux centauris se mirent à attaquer des convois commerciaux, et les représailles des Narns et des Drazis causèrent des dommages catastrophiques à Centauri Prime, retournant durablement ce peuple contre l'Alliance Interstellaire.
Mais le plus grave fut que ce conflit avec les Centauris avait été organisé par une race jusqu'ici inconnue : les Drakhs. Ceux-ci étaient les disciples les plus puissants des Ombres ; les ayant rejoints non par peur, mais par idéologie. Après le départ de leurs mentors, les Drakhs prirent sur eux de reprendre la mission des Ombres, répandre le Chaos. Ils firent de Londo Mollari, ancien ambassadeur sur Babylon 5 élu Empereur de la République Centaurie, leur agent chargé de maintenir l'antagonisme entre Centauris et l'Alliance Interstellaire. Par la suite, ils attaquèrent la Terre et empoisonnèrent son atmosphère avec un agent biologique qui devait anéantir l'humanité en cinq ans, mais l'Excalibur parvint à trouver un remède et les Drakhs furent finalement vaincus pour de bon.
Par la suite, l'Alliance Interstellaire transféra son siège sur Minbar, et la station fut rendue à l'Alliance Terrienne. 25 ans après sa construction, sa mission de paix galactique accomplie, Babylon 5 fut fermée et démantelée.